# Championnat des Pays-Bas de rugby à XIII
Le championnat des Pays-Bas de rugby à XIII, est une compétition annuelle mettant aux prises les meilleurs clubs de rugby à XIII aux Pays-Bas.

## Histoire et contexte
Organisé par la Nederlandse Rugby League Bond, et de création récente, la formule du championnat est appelée à évoluer pour s'ajuster au développement du rugby à XIII non seulement aux Pays-Bas, mais aussi au Benelux. Ainsi, lors de sa première édition en 2015, le championnat intègre l'équipe belge des «Gorilles de Bruxelles», le temps pour la Belgique de lancer son propre championnat. La place laissée libre ensuite par les belges est rapidement prise par les dauphins de Harderwijk, qui rejoignent le championnat en 2017. 
Il rassemble en 2018 quatre équipes : Les dauphins de Harderwijk, les chevaliers de La Haye, les pittbuls de Rotterdam et les cobras d'Amsterdam. Ces derniers remportant le championnat la même année, en battant en finale les dauphins de Harderwijk sur le score de 40 à 28
Il s'agit d'une compétition printanière, disputée chaque année du mois d'avril au mois de juin, avec une première phase de classement et une deuxième phase d'élimination directe, à travers deux finales opposant le premier au second, et le troisième au quatrième. 
Hors saison, en hiver, est mis en place un programme de « rugby à XIII d'hiver »  en 2018 ; il a pour but de maintenir la pratique du sport dans l'inter-saison assez longue.
En 2020, le championnat accueille un cinquième club celui de Zwolle.